# Holy Cross (Alasca)
Holy Cross é uma cidade localizada no estado americano de Alasca, no Distrito de Yukon-Koyukuk.

## Demografia
Segundo o censo americano de 2000, a sua população era de 227 habitantes.
Em 2006, foi estimada uma população de 204, um decréscimo de 23 (-10.1%).

## Geografia
De acordo com o United States Census Bureau, a localidade tem uma área de 97,0 km², dos quais 81,0 km² cobertos por terra e 16,0 km² cobertos por água.

## Localidades na vizinhança
O diagrama seguinte representa as localidades num raio de 80 km ao redor de Holy Cross.